# 셀프 (소설)
《셀프》(Self)는 얀 마텔이 1996년에 발표한 자전적인 소설이다. 어느 날 아침 여행 작가가 자신이 여성이 되었음을 발견한 이야기를 다루고 있다. 1996년 Knopf Canada에 의해 처음 출판되었다.